# Puccinia orbicula
Puccinia orbicula är en svampart som beskrevs av Peck & Clinton 1878. Puccinia orbicula ingår i släktet Puccinia och familjen Pucciniaceae.   Inga underarter finns listade i Catalogue of Life.